# Theo Fitzau
Theo Fitzau (Köthen, Duitsland (later Oost-Duitsland), 10 februari 1923 - Groß-Gerau, West-Duitsland, 18 maart 1982), was een Formule 1-coureur uit Oost-Duitsland.
Hij reed 1 Grand Prix, de Grand Prix van Duitsland van 1953 voor het team AFM.